# Ebersdorf (Stájerország)
Ebersdorf osztrák község Stájerország Hartberg-fürstenfeldi járásában. 2017 januárjában 1257 lakosa volt.

## Elhelyezkedése

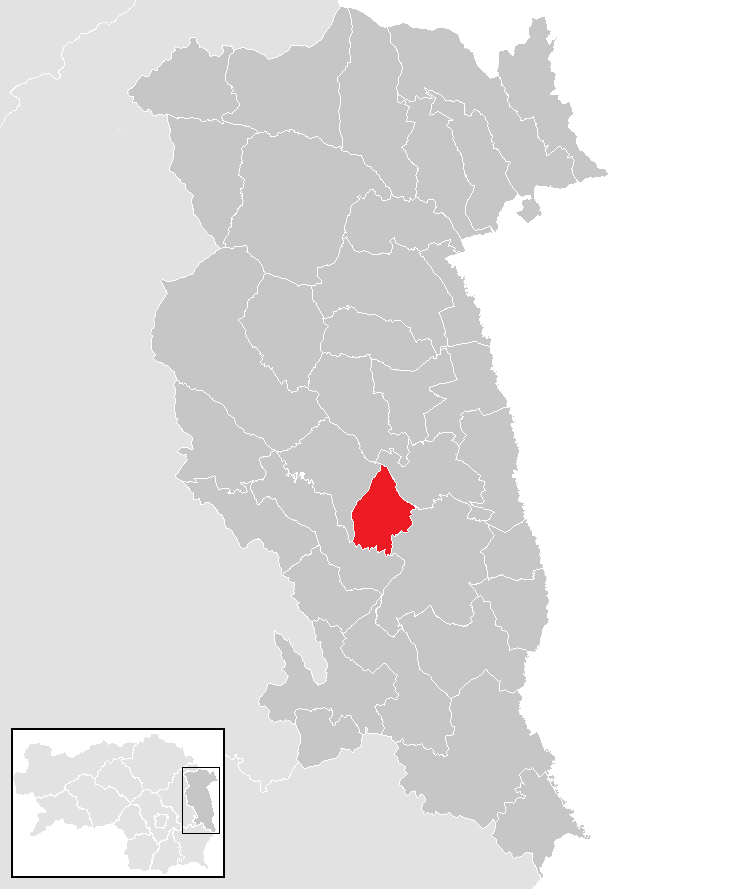
Ebersdorf a Hartberg-fürstenfeldi járásban

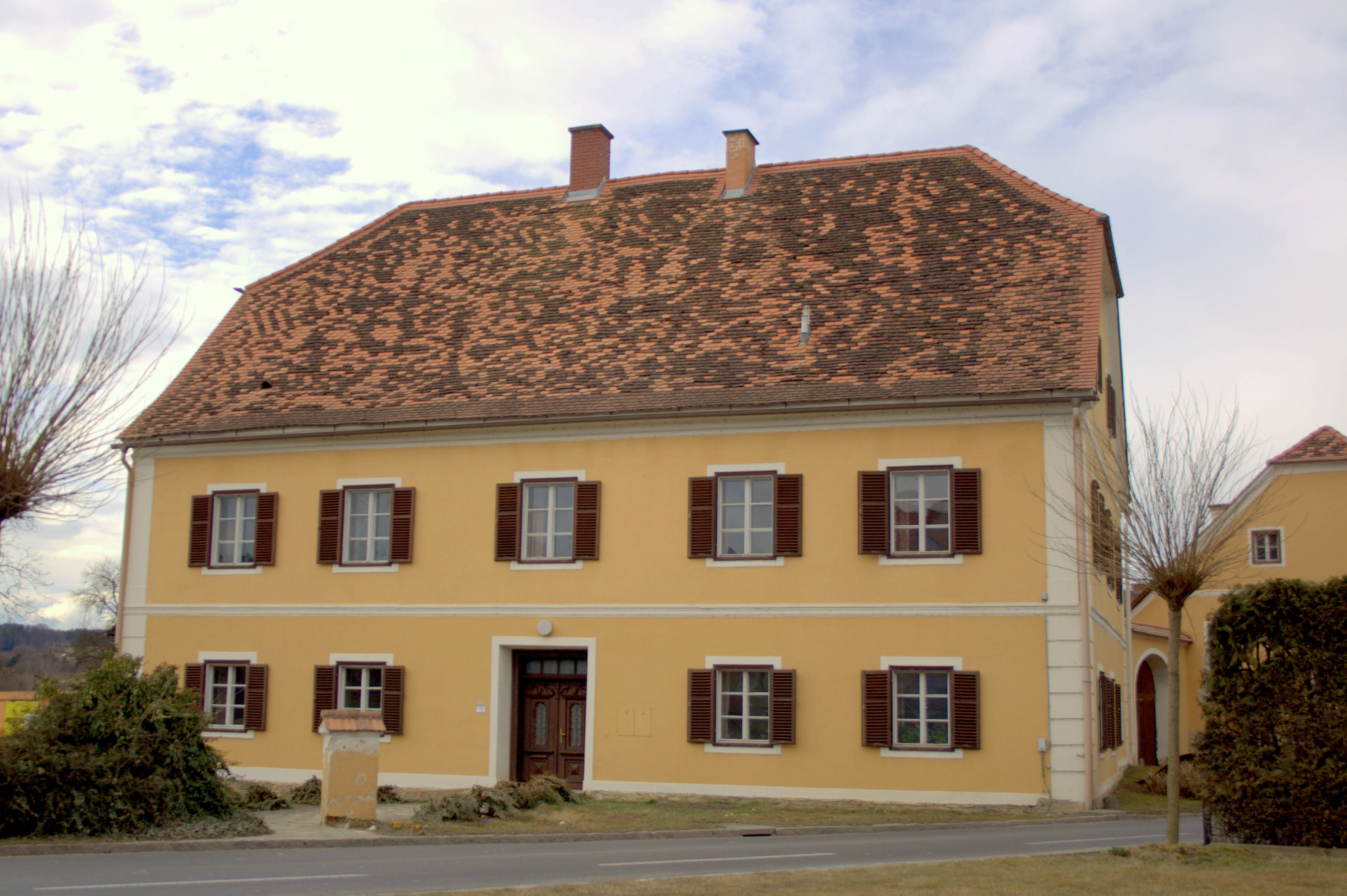
A plébánia

Ebersdorf a Kelet-stájerországi dombságon fekszik, a Pöllauer Safen folyó mentén, kb. 10 km-re délre a járási központ Hartbergtől és kb. 40 km-re északkeletre Graztól. Egyéb jelentős folyóvizei a Nörningbach, valamint az északi határát alkotó Dombach. Az önkormányzat 3 települést egyesít: Ebersdorf (800 lakos), Nörning (235 lakos) és Wagenbach (209 lakos).  
A környező önkormányzatok: északkeletre Buch-Sankt Magdalena, délkeletre Bad Waltersdorf, délre Hartl, északnyugatra Kaindorf.

## Története
Ebersdorfot 1170-ben említik először, akkor még mint Eberhardsdorfot alapítója, Eberhard von Öblarn után. Nörning 1255-ben, Wagenbach pedig 1423-ban bukkan fel először az írott forrásokban.
A falut 1418-ban a magyarok, 1529-ben és 1532-ben a törökök fosztották ki; utóbbi alkalommal teljesen elpusztult. A 16. század közepén a település 17 házból és egy malomból állt. 1605-ben Bocskai hajdúi fosztották ki Ebersdorfot, 1705-ben pedig Rákóczi kurucai gyújtották fel. A falut 1770-ben sorolták külön katasztrális községbe, 1849-ben pedig megalakult a községi tanácsa. 
1968-ban hozzá csatolták az addig önálló Wagenbachot, illetve Neustift bei Sebersdorf (ma Bad Waltersdorhoz tartozik) egy részét.     

## Lakosság
Az ebersdorfi önkormányzat területén 2017 januárjában 1257 fő élt. A lakosságszám 1961 óta (akkor 1010 fő) növekvő tendenciát mutat. 2015-ben a helybeliek 97,1%-a volt osztrák állampolgár; a külföldiek közül 0,8% a régi (2004 előtti), 1,6% az új EU-tagállamokból érkezett. 2001-ben a lakosok 98,6%-a római katolikusnak, 0,5% evangélikusnak, 0,7% pedig felekezet nélkülinek vallotta magát. Ugyanekkor 2 magyar élt a községben. 

## Látnivalók
- a Szt. András-plébániatemplom 1756-1758 között épült. A Johann Kottmayr által alkotott főoltár 1840-ben készült.
- a kétszintes, barokk plébánia

## Fordítás
- Ez a szócikk részben vagy egészben  az   Ebersdorf (Steiermark) című német Wikipédia-szócikk ezen változatának fordításán alapul.  Az eredeti cikk szerkesztőit annak laptörténete sorolja fel. Ez a jelzés csupán a megfogalmazás eredetét és a szerzői jogokat jelzi, nem szolgál a cikkben szereplő információk forrásmegjelöléseként.